# VM i banecykling 2010
Verdensmesterskaberne i banecykling 2010 var det 105. VM i banecykling og blev arrangeret af UCI. Mesterskabsstævnet blev afviklet i Ballerup Super Arena i Ballerup i Danmark i perioden 24. – 28. marts 2010.

## Medaljevindere

### Mænd
| Disciplin            | Guld                                                                     | Sølv                                                               | Bronze                                                               |
| -------------------- | ------------------------------------------------------------------------ | ------------------------------------------------------------------ | -------------------------------------------------------------------- |
| Sprint               | Grégory Baugé                                                            | Shane Perkins                                                      | Kévin Sireau                                                         |
| 1000 m               | Teun Mulder                                                              | Michaël D'Almeida                                                  | François Pervis                                                      |
| Ind. forfølgelsesløb | Taylor Phinney                                                           | Jesse Sergent                                                      | Jack Bobridge                                                        |
| Holdforfølgelsesløb  | Australien (Jack Bobridge, Rohan Dennis, Michael Hepburn, Cameron Meyer) | Storbritannien (Stephen Burke, Ed Clancy, Ben Swift, Andy Tennant) | New Zealand (Sam Bewley, Westley Gough, Peter Latham, Jesse Sergent) |
| Holdsprint           | Tyskland (Robert Förstemann, Maximilian Levy, Stefan Nimke)              | Frankrig (Grégory Baugé, Michaël D'Almeida, Kévin Sireau)          | Storbritannien (Ross Edgar, Chris Hoy, Jason Kenny)                  |
| Keirin               | Chris Hoy                                                                | Azizulhasni Awang                                                  | Maximillian Levy                                                     |
| Scratch              | Alex Rasmussen                                                           | Juan Esteban Arango Carvajal                                       | Kazuhiro Mori                                                        |
| Pointløb             | Cameron Meyer                                                            | Peter Schep                                                        | Milan Kadlec                                                         |
| Parløb               | Leigh Howard, Cameron Meyer                                              | Morgan Kneisky, Christophe Riblon                                  | Ingmar De Poortere, Steve Schets                                     |
| Omnium               | Ed Clancy                                                                | Leigh Howard                                                       | Taylor Phinney                                                       |

### Kvinder
| Disciplin            | Guld                                                        | Sølv                                                                  | Bronze                                                      |
| -------------------- | ----------------------------------------------------------- | --------------------------------------------------------------------- | ----------------------------------------------------------- |
| Sprint               | Victoria Pendleton                                          | Guo Shuang                                                            | Simona Krupeckaitė                                          |
| 500 m                | Anna Meares                                                 | Simona Krupeckaite                                                    | Olga Panarina                                               |
| Ind. forfølgelsesløb | Sara Hammer                                                 | Wendy Houvennaghel                                                    | Alison Shanks                                               |
| Holdforfølgelsesløb  | Australien (Ashlee Ankudinoff, Sarah Kent, Josephine Tomic) | Storbritannien (Lizzie Armitstead, Wendy Houvenaghel, Joanna Rowsell) | New Zealand (Rushlee Buchanan, Lauren Ellis, Alison Shanks) |
| Holdsprint           | Australien (Kaarle McCulloch, Anna Meares)                  | Kina (Gong Jinjie, Lin Junhong)                                       | Litauen (Gintare Gaivenyte, Simona Krupeckaitė)             |
| Keirin               | Simona Krupeckaitė                                          | Victoria Pendleton                                                    | Olga Panarina                                               |
| Scratch              | Pascale Jeuland                                             | Yumari González                                                       | Belinda Goss                                                |
| Pointløb             | Tara Whitten                                                | Lauren Ellis                                                          | Tatsiana Sharakova                                          |
| Omnium               | Tara Whitten                                                | Lizzie Armitstead                                                     | Leire Olaberria                                             |